# Дивне місце для зустрічі
«Дивне місце для зустрічі» («Drôle d'endroit pour une rencontre») — французька кінодрама 1988 року, знята режисером Франсуа Дюпейроном, з Катрін Денев і Жераром Депардьє у головних ролях.

## Сюжет
На нічному шосе випадково зустрілися двоє абсолютно несхожих людей — респектабельна жінка Франс, яку просто викинув з машини її чоловік, і самотній невдаха Шарль, який ніяк не може полагодити мотор свого автомобіля, що постійно барахлить.

## У ролях
- Жерар Депардьє — Шарль
- Катрін Денев — Франс
- Андре Вільм — Жорж
- Наталі Кардон — Сільві
- Жан-П'єр Сентьє — П'єро
- Ален Ріму — роль другого плану
- Венсан Мартен — Ролан
- Орелі Гішар — роль другого плану
- Філіпп Фор — роль другого плану
- Шанталь Банльє — мадам Рішар
- Тьєррі Дервен — Луї
- Домінік Реймон — роль другого плану
- Марі-Франс Сантон — Сімона
- Роже Соуза — роль другого плану
- Франсуа Тумаркін — роль другого плану

## Знімальна група
- Режисер — Франсуа Дюпейрон
- Сценаристи — Франсуа Дюпейрон, Домінік Фесс
- Оператор — Чарльз Ван Дамм
- Композитор — Нікола Пйовані
- Продюсер — Катрін Денев